# 블로터
블로터 (Bloter)는 디지털 전문 미디어이다. 《블로터닷넷》은 2006년 9월에 창간되었고 2014년 9월에 제호가 《블로터닷넷》에서 《블로터》로 변경되었다.

2023년 3월 새 홈페이지를 오픈했다. 2023년 8월 머니투데이 출신 박종면 대표를 선임한 후 종합경제매체 변신을 선언했다.

## 역사
블로터는 2006년 9월 5일에 창간되었다.
대한민국 미디어 서비스로는 소셜 댓글을 최초로 적용했는데, 2010년 7월 19일에 블로터는 시지온과 제휴해 소셜 댓글 서비스 ‘라이브리‘를 도입했다. 이는 댓글도 기사의 일부라는 신념을 담은 행보였다.